# Centralina electrónica

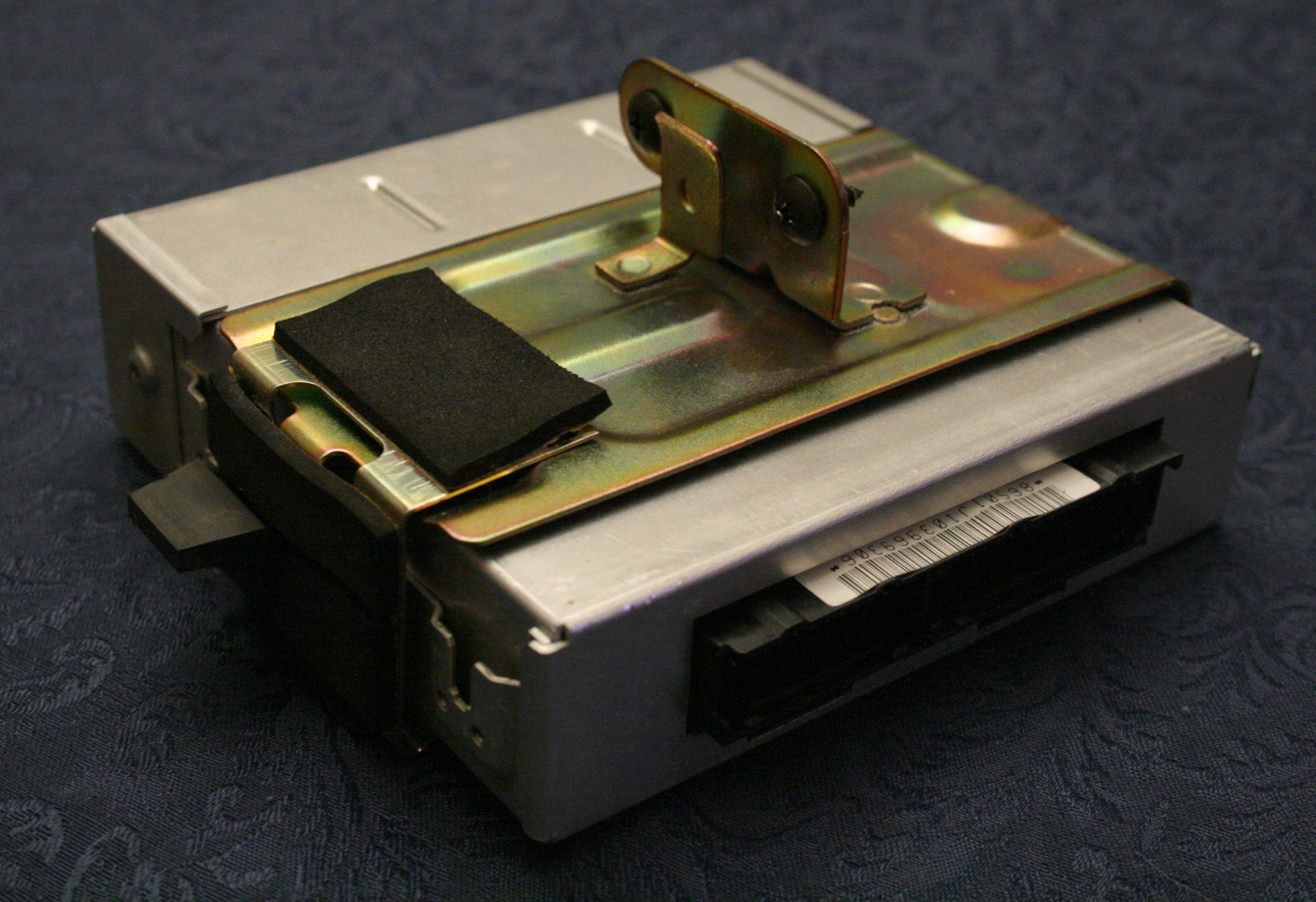
Centralina utilizada num veículo Isuzu Geo Storm.

Uma centralina é um dispositivo eletrônico utilizado no controlo de uma grande variedade de dispositivos mecânicos e elétricos/eletrónicos de um automóvel. 
De forma muito simplificada, o funcionamento de uma centralina, é o seguinte: 
Sensores ⇒ Centralina ⇒ Atuadores
- Sensores (também designados Transductores de Entrada): Convertem as grandezas mecânicas em sinais eléctricos.
- Centralina: Recebe dos sensores, os sinais elétricos correspondentes a grandezas físicas, processa esses sinais, e envia para os actuadores os sinais eléctricos correspondentes a acções que os actuadores devem executar.
- Actuadores (também designados Transductores de Saída): Convertem os sinais elétricos recebidos da centralina para grandezas físicas, correspondentes às acções mecânicas e/ou elétricas que devem executar.

A centralina, por sua vez, é constituída pelos seguintes módulos: 
- Conversor A/D: Converte sinais eléctricos analógicos para digitais (recebidos dos sensores).
- Processador Digital de Sinal (em inglês DSP - Digital Signal Processor): Processa os sinais recebidos, efetuar os cálculos e gera sinais resultantes dos cálculos efetuados.
- Memória EEPROM ou FLASH: Onde reside o programa que controla o funcionamento da centralina.
- Memória RAM: Onde o DSP guarda temporariamente dados, sobre o estado de funcionamento em que se encontra o veículo, a cada instante.
- Portos de E/S (entrada e saída): Portas de comunicação entre o DSP e os conversores A/D e D/A.
- Conversor D/A: Converte sinais eléctricos digitais para analógicos (que envia para os actuadores).

Este era o funcionamento clássico de uma centralina que controlava todo o veículo. 
Atualmente os veículos, em vez de uma única centralina, dispõem de uma rede de centralinas, cada uma delas especializada numa determinada tarefa, e podendo ter entre 80 a 100 centralinas especializadas, e uma que supervisiona o funcionamento geral do veículo. 
Temos assim: 
- Unidade de Controlo do Motor (em inglês ECU - Engine Control Unit)
- Unidade de Controlo de Transmissão (em inglês TCU - Transmission Control Unit)
  - as duas unidades acima, em conjunto são designadas Módulo de Controlo de Potência (em inglês PCM - Powertrain Control Module)
- Unidade de Controlo da caixa de velocidades (em inglês GCU - Gearbox Control Unit)
- Unidade de Controlo de Airbag (em inglês ACU - Airbag Control Unit)
- Unidade de Controlo de Telefone (em inglês TCU - Telephone Control Unit)
- Interface Homem-Máquina (em inglês MMI - Man Machine Interface)
- Unidade de Controlo de Portas (em inglês DCU - Door Control Unit)
- Unidade de Controlo de Bancos (em inglês SCU - Seat Control Unit)
- Unidade de Controlo de Climatização (em inglês CCU - Climate Control Unit)
- Unidade de Controlo de Velocidade (em inglês SCU - Speed Control Unit)
- Unidade de Controlo do Painel de Instrumentos (em inglês CCU - Convenience Control Unit)
- Unidade de Controlo de Parqueamento (em inglês PCU - Park-assistant Control Unit)

A Centralina principal (Unidade de Controlo Electrónico) é vulgarmente designada "cérebro do carro"